# Teen Choice Awards
Los Teen Choice Awards fueron un evento de premios otorgados anualmente por el canal de televisión estadounidense FOX entre 1999 y 2019. En la ceremonia se honra a lo mejor del año en música, cine, deportes y televisión, moda, redes sociales y más, votados por los espectadores residentes en Estados Unidos, de los adolescentes de 13 a 19 años de edad, a través de varios sitios de redes sociales; principalmente Instagram, Twitter, Snapchat y YouTube.
La entrega de premios ha estado en pausa indefinida desde la edición de 2019.
Creados en 1999, los Teen Choice Awards fueron televisados con algunas semanas de retraso hasta 2005. Desde 2006 el espectáculo se transmite en directo por televisión de pago.

## Historia
Los productores ejecutivos, Bob Bain y Michael Burg, se unieron para crear un programa de premios dirigido a un público adolescente, algo mayor que el de los Nickelodeon Kids' Choice Awards, pero similar al de MTV. El formato del programa ha permanecido inalterado a lo largo de los años, premiando los logros de las industrias del entretenimiento y del deporte con categorías no tradicionales. 
Las papeletas para votar se encontraban antes en las revistas orientadas a los adolescentes, donde los lectores debían comprar y arrancar su papeleta. También se podía votar en línea a través de Fox.com. En 2008, Fox y los productores del programa crearon Teenchoiceawards.com como sitio web oficial de los Teen Choice Awards. En 2009, el número de votos emitidos superó los 83 millones. En la actualidad, los votos se emiten en línea a través de X (antes Twitter), FOX.com y la aplicación FOX NOW. En 2016 se emitieron más de 37 millones de votos.
Desde el inicio de la ceremonia, el programa ha entregado auténticas tablas de surf hechas a medida a los ganadores individuales. La tabla de surf fue elegida como premio porque representa la libertad de las vacaciones de verano para los adolescentes. En 2009, Hugh Jackman, al ganar el primero, dijo que ya no era el único australiano sin tabla de surf.

## Lugares de celebración
El espectáculo se celebró en el Barker Hangar del aeropuerto de Santa Mónica durante sus dos primeras actuaciones en 1999 y 2000. De 2001 a 2013, se celebró en el Universal Amphitheatre (más tarde conocido como Gibson Amphitheatre) en Universal City, California. Con la demolición del anfiteatro en 2013, el espectáculo se trasladó a una nueva ubicación. Después, tras la inundación del remodelado Pauley Pavilion de la UCLA en Westwood (Los Ángeles) "por la rotura de una tubería de agua de 30", el 29 de julio de 2014, el espectáculo se trasladó al Shrine Auditorium de Los Ángeles. Las ceremonias de 2015 y 2017 se celebraron en The Galen Center (USC), y las de 2016 y 2018 en el reformado Forum de Inglewood. La ceremonia de 2019 se celebró en un plató al aire libre en Hermosa Beach (California).

## Ceremonias y anfitriones
Estos son los anfitriones que han sido los entregadores de la ceremonia; los premios a pesar de que se celebran desde el año 1999, solo desde 2003 tiene anfitriones de las ceremonias. Más información en los enlaces:
- 2003 - David Spade
- 2004 - Paris Hilton y Nicole Richie
- 2005 - Hilary Duff y Rob Schneider
- 2006 - Dane Cook y Jessica Simpson
- 2007 - Nick Cannon y Hilary Duff
- 2008 - Miley Cyrus
- 2009 - Jonas Brothers
- 2010 - Katy Perry y los chicos de Glee
- 2011 - Kaley Cuoco
- 2012 - Demi Lovato y Kevin McHale
- 2013 - Lucy Hale y Darren Criss
- 2014 - Sarah Hyland y Tyler Posey
- 2015 - The Bella Twins, Josh Peck y Ludacris
- 2016 - John Cena y Victoria Justice
- 2017 - Vanessa Hudgens
- 2018 - Lele Pons y Nick Cannon
- 2019 - Lucy Hale y David Dobrik

## Actuaciones en vivo
- 1999 - Christina Aguilera, Britney Spears, Blink-182 y 'N Sync con Gloria Estefan.
- 2000 - No Doubt, Enrique Iglesias, 98 Degrees y BBMak.
- 2001 - Usher, Shaggy y Aaron Carter con Nick Carter.
- 2002 - Nelly, BBMak y Jennifer Love Hewitt.
- 2003 - Kelly Clarkson, Evanescence y The Donnas.
- 2004 - Blink-182, Lenny Kravitz, Ashlee Simpson y JoJo.
- 2005 - Gwen Stefani, Black Eyed Peas, Simple Plan, The Pussycat Dolls.
- 2006 - Kevin Federline, Rihanna y Nelly Furtado con Timbaland.
- 2007 - Kelly Clarkson, Avril Lavigne, Fergie y Shop Boyz.
- 2008 - Mariah Carey, Miley Cyrus, Jonas Brothers en "preguntale a los Jonas Brothers", ACDC Crew y M&M Cru.
- 2009 - Sean Kingston, The Black Eyed Peas, Miley Cyrus, Jonas Brothers.
- 2010 - Katy Perry, Jason Derulo, Travis McCoy y Bruno Mars, Justin Bieber.
- 2011 - Selena Gomez & the Scene, Jason Derülo, One Republic.
- 2012 - No Doubt,[5] Flo Rida, DJ Pauly D, Carly Rae Jepsen y Justin Bieber.
- 2013 - Paramore, One Direction,[6] Florida Georgia Line ft Nelly y Demi Lovato.
- 2014 - Jason Derülo, Demi Lovato ft Cher Lloyd, Becky G y Magic!
- 2015 - 5 Seconds Of Summer, Little Mix,  Jussie Smollett y Jazz de Empire y FloRida
- 2016 - Flo Rida, Bebe Rexha, Charlie Puth, Ne-Yo, Serayah y Jason Derulo
- 2017 - Louis Tomlinson, Bebe Rexha, Clean Bandit y Zara Larsson

## Categorías

### Música
- Mejor artista masculino
- Mejor artista femenina
- Mejor banda
- Mejor sencillo
- Mejor vídeo (actualmente eliminada)
- Mejor fanclub
- Mejor artista femenina country
- Mejor banda country
- Mejor single country

- Mejor colaboración(actualmente eliminada)
- mejor artista EDM (electronic dance music) A partir de 2012

### Televisión
- Mejor escena de drama
- Mejor comedia
- Mejor animación
- Mejor reality show o programa de variedades
- Mejor actor en programa de drama
- Mejor actriz en programa de drama
- Mejor actor en programa de comedia
- Mejor actriz en programa de comedia
- Mejor estrella masculina en reality show o programa de variedades
- Mejor estrella femenina en reality show o programa de variedades
- Mejor personalidad de televisión
- Mejor villano
- Mejor telefilme
- Programa revelación
- Estrella revelación

### Categorías no tradicionales
- 2007 - Mejor película de ataques de miedo
- 2007 - Mejor película de acción
- Más sexy (masculino)
- Más sexy (femenina)
- Libro (a partir de 2012)

## PremioDo Something
El premio Do Something (en inglés, "haz algo") reconoce a aquellos jóvenes que vieron un problema en el mundo y lo afrontaron. Nueve nominados reciben 10 000 dólares cada uno para su causa, mientras que uno de ellos recibe el gran premio de 100.000 dólares. El galardón Do Something es un programa de la organización Neoyorquina sin fines de lucro, Do Something, que alcanza a más de 11,5 millones de jóvenes anualmente.

## Créditos
- Productores ejecutivos: Bob Bain y Michael Burg
- Productor: Paul Flattery
- Productor supervisor: Greg Sills
- Auspiciadores: Do Something, J. C. Penney y FOX